# Xã Pettibone, Quận Kidder, Bắc Dakota
Xã Pettibone (tiếng Anh: Pettibone Township) là một xã thuộc quận Kidder, tiểu bang Bắc Dakota, Hoa Kỳ. Năm 2010, dân số của xã này là 45 người.